# یواخیم فون ریبنتروپ
اولریش فردریش-ویلهلم یواخیم فون ریبنتروپ (به آلمانی: Ulrich Friedrich Wilhelm Joachim von Ribbentrop) (۳۰ آوریل ۱۸۹۳ – ۱۶ اکتبر ۱۹۴۶) مشهور به یواخیم فون ریبنتروپ، سیاست‌مدار و دیپلمات آلمانی و وزیر امور خارجه این کشور در دوره رایش سوم بین سال‌های ۱۹۳۸ تا ۱۹۴۵ بود.
ریبنتروپ برای نخستین بار به عنوان یک تاجر جهان‌دیده که جهان خارج را بهتر از هر عضو دیگر حزب نازی می‌شناسد، مورد توجه آدولف هیتلر قرار گرفت. او خانه خود را به عنوان محل برگزاری جلسات سری حزب نازی در ژانویه ۱۹۳۳ که به صدراعظم شدن هیتلر انجامید در اختیار این حزب قرار داد. بر خلاف میل دیگر اعضای حزب نازی که او را یک شخص سطحی‌نگر و بی‌استعداد می‌دانستند، ریبنتروپ به یکی از افراد مورد اعتماد و نزدیک هیتلر تبدیل شد. در سال ۱۹۳۶ سفیر آلمان در بریتانیا و سال ۱۹۳۸ وزیرخارجه آلمان شد.
قبل از جنگ جهانی دوم ریبنتروپ در انعقاد «اتحاد فولاد» با ایتالیا و پیمان عدم مخاصمه با شوروی، معروف به «پیمان مولوتوف-ریبنتروپ» نقش کلیدی داشت. پس از سال ۱۹۴۱ نفوذ او رو به افول گذاشت.
ریبنتروپ در ژوئن ۱۹۴۵ توسط متفقین دستگیر شد و با محاکمه در دادگاه نورنبرگ به دخالت در آغاز جنگ جهانی دوم و دست داشتن در هولوکاست محکوم گردید. نهایتاً در ۱۶ اکتبر ۱۹۴۶، به عنوان اولین محکوم به اعدام این دادگاه‌، به دار آویخته شد.

## زندگی اولیه

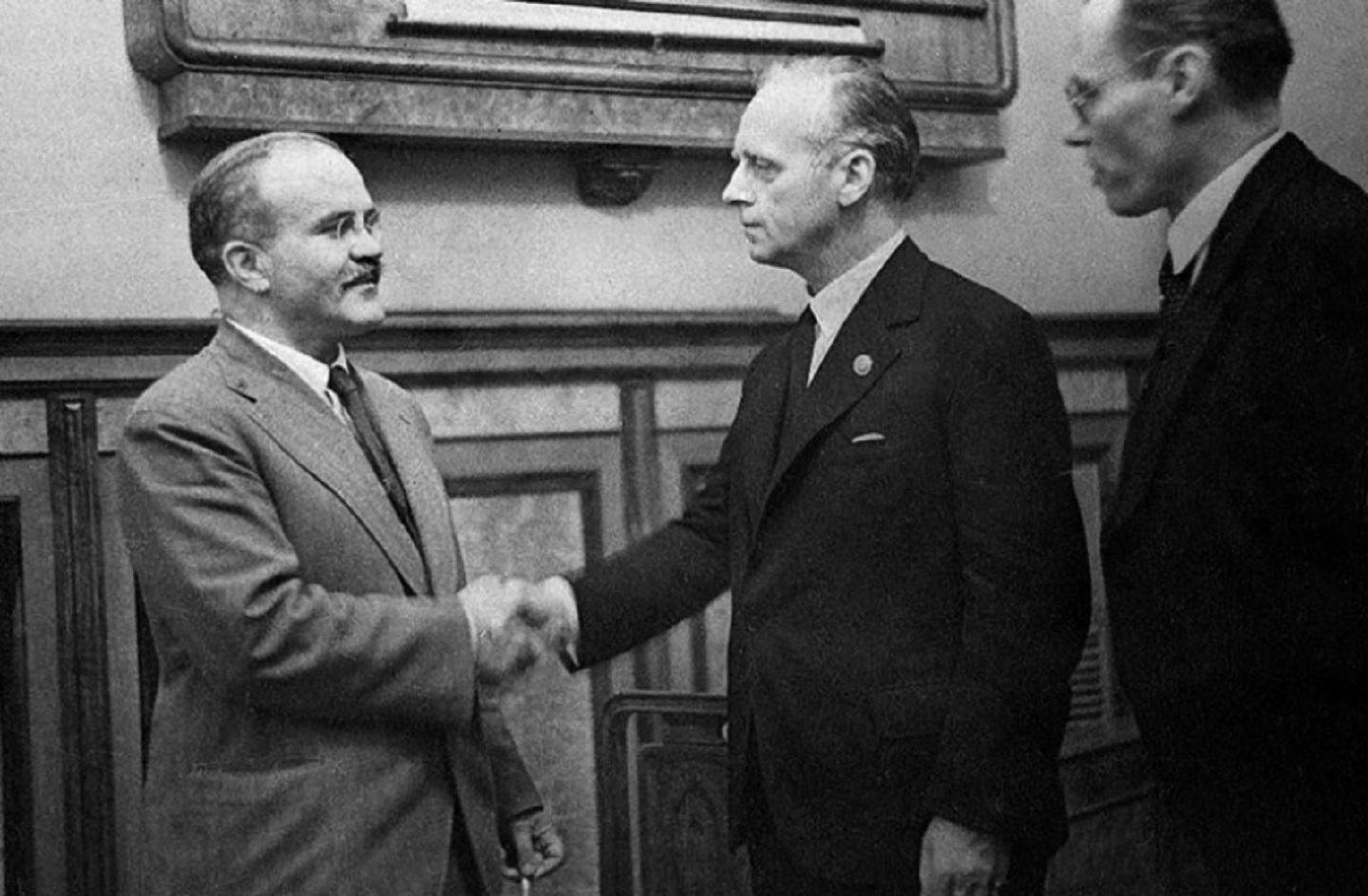
یواخیم فون ریبنتروپ (میان) و ویاچسلاو مولوتف (چپ)

یواخیم فون ریبنتروپ در وزل، استان راین از پدری با نام ریشارد اولریخ یوآخیم ریبنتروپ، یک افسر ارتش و مادری با نام یوهانه سوفی هرتویگ به دنیا آمد. بین سال‌های ۱۹۰۴ تا ۱۹۰۸ ریبنتروپ زبان فرانسه را در شهر متس، دژ قدرتمند امپراتوری آلمان در آلزاس–لورن فراگرفت. پدرش سال ۱۹۰۸ مجبور به بازنشستگی شد که موجب گردید خانواده ریبنتروپ با مشکل مالی دست به گریبان شوند.
هجده ماه بعد را با خانواده در آروسا سوئیس گذراند؛ جایی که کودکان فراگرفتن زبان انگلیسی و فرانسه را تحت نظر آموزگاران خصوصی ادامه دادند؛ در همین حال، ریبنتروپ وقت آزاد خود را صرف کوهنوردی و اسکی می‌کرد. پس از اقامت در سوئیس، ریبنتروپ برای تقویت زبان انگلیسی خود به بریتانیا فرستاده شد. ریبنتروپ جوان با تسلط عالی بر انگلیسی و فرانسوی قبل از سفر به کانادا در سال ۱۹۱۰ مدتی را در گرنوبل فرانسه و لندن گذراند.
او برای یک بانک در شهر مونترال و سپس در پروژه ساخت پل کبک مشغول به کار شد. در دوره‌ای برای یک شرکت ریلی کار کرد و مدتی را نیز در نیویورک و بوستون روزنامه‌نگاری کرد. پس از این که به بیماری سل مبتلا شد، برای بهبود به آلمان بازگشت. دوباره به کانادا بازگشت و در شهر اتاوا تجارتی برای واردات مشروبات از آلمان راه انداخت.
وقتی سال ۱۹۱۴ جنگ جهانی اول آغاز شد، مجبور شد کانادا را به عنوان بخشی از امپراتوری بریتانیا که با آلمان در جنگ بود، به مقصد ایالات متحده که در آن زمان بی‌طرف بود، ترک کند. ۱۵ اوت ۱۹۱۴ به مقصد وطن، ایالات متحده را ترک گفت. بلافاصله پس از ورود به آلمان برای گذراندن خدمت سربازی به هنگ دوازدهم سواره نظام پیوست. در ابتدا در جبهه‌های شرقی وارد جنگ شد اما پس از مدتی به جبهه‌های غربی منتقل گردید. در سال ۱۹۱۸ به سبب خدماتی که در ارتش کرد، مفتخر به دریافت نشان صلیب آهنین  و با درجه ستوان یکم به استانبول فرستاده شد.
سال ۱۹۱۹ با آنا الیزابت هنکل، دختر یک تولیدکننده ثروتمند مشروبات آشنا شد و پنج ژوئیه سال بعد با او ازدواج کرد که حاصل آن، پنج فرزند بود.
سال ۱۹۲۵ به فرزند خواندگی عمهٔ خود درآمد تا عنوان اشرافی «فون» به نامش اضافه گردد.

## فعالیت‌های اولیه
در سال ۱۹۲۸ ریبنتروپ به عنوان یک تاجر با ارتباطات خارجی فراوان به هیتلر معرفی شد. ولف-هاینریش فون هلدورف که همراه با ریبنتروپ در جنگ جهانی اول خدمت کرده بود، این معرفی را ترتیب داد. به این ترتیب او و همسرش روز ۱ ماه مه سال ۱۹۳۲ به حزب ناسیونال سوسیالیست کارگران آلمان پیوستند.

## فعالیت‌های دیپلماتیک

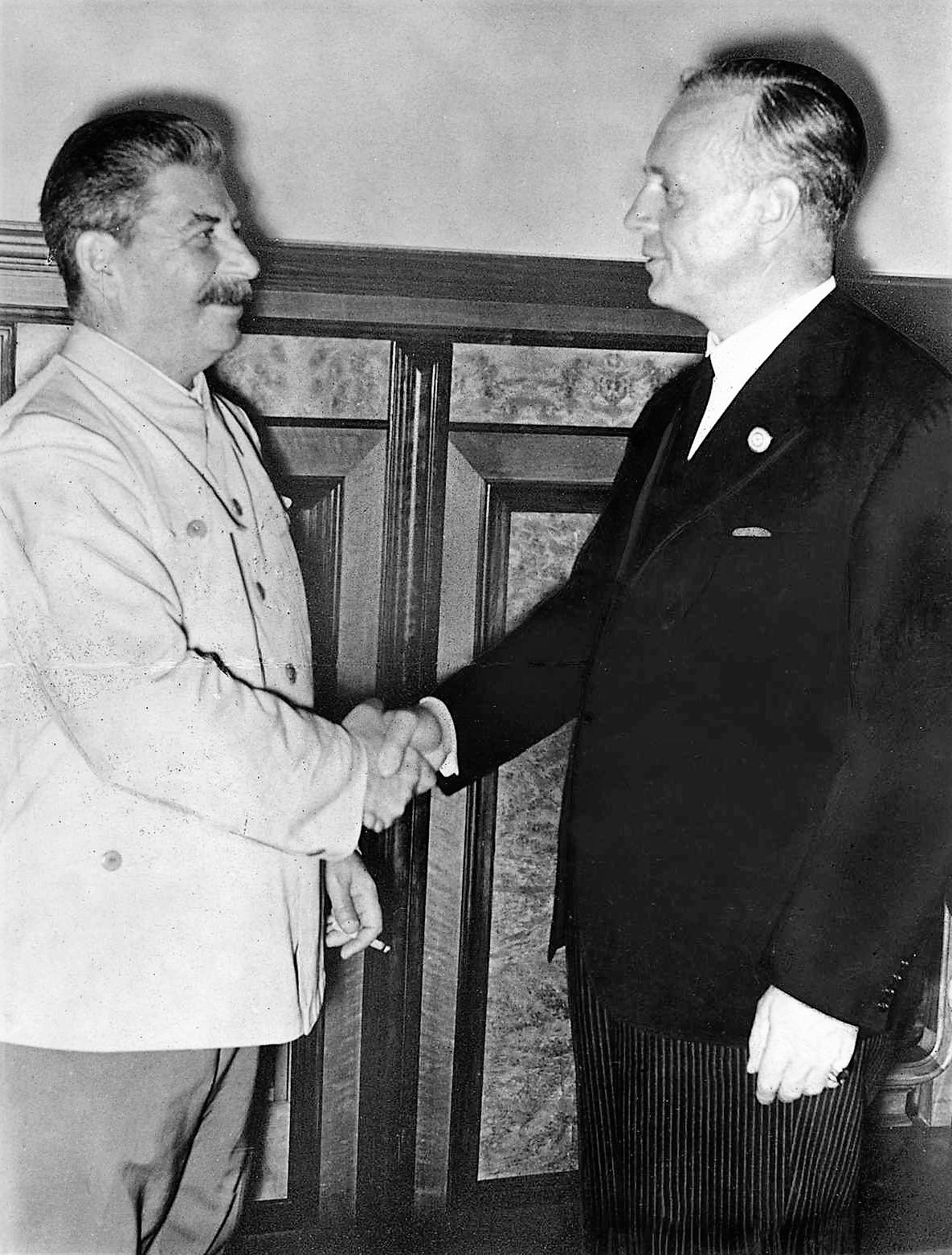
همراه با ژوزف استالین، رهبر اتحاد جماهیر شوروی، در حال امضای معاهده عدم تعرض، ۲۳ اوت ۱۹۳۹

خیلی زود ریبنتروپ به مشاور امور خارجی مورد علاقه هیتلر تبدیل شد. این موضوع تا حدودی با تکیه به شناخت او از جهان خارج از آلمان شکل گرفت. به‌طور خاص فون ریبنتروپ هنر گوش فرا دادن به دستورهای هیتلر را به سرعت آموخت. در ماه اوت سال ۱۹۳۶ هیتلر با هدف مذاکره برای یک اتحاد آلمانی-بریتانیایی، او را به عنوان سفیر آلمان در بریتانیا منصوب کرد. با وجود تلاش او از سال ۱۹۳۷ برای درگیر نشدن با این کشور، فون ریبنتروپ از ماه مه سال ۱۹۴۱ کاملاً پشتیبان تهاجم به شوروی شد. پس از آغاز عملیات بارباروسا، تهاجم آلمان به شوروی، فون ریبنتروپ از روز ۲۸ ژوئن سال ۱۹۴۱ در حال ترغیب امپراتوری ژاپن برای ورود به جنگ با شوروی بود. ریبنتروپ روز ۱۰ ژوئن با تشدید تلاش‌های خود، به سفیر آلمان در توکیو دستور داد اقدامات خود را برای مشارکت هر چه سریع‌تر ژاپن در جنگ با روسیه ادامه بدهد. به هر صورت، با تصمیم ژاپن بر حرکت به سمت جنوب، تلاش‌های فون ریبنتروپ در این باره به نتیجه‌ای نرسید.

## محاکمه
ریبنتروپ در زمره ۲۴ نفری بود که در دادگاه نورنبرگ در برابر دادگاه بین‌المللی محاکمه شدند. دادستانان شواهدی ارائه کردند که او به‌طور فعال درگیر برنامه‌ریزی اشغال لهستان و قبلتر اتریش و چکسلواکی بوده‌است. او همچنین درگیر فرستادن یهودیان به اردوگاه‌های مرگ بود و از اعدام خلبانان انگلیسی و آمریکایی که هواپیمایشان بر فراز آلمان سقوط می‌کرد دفاع می‌کرد. او به خاطر دو اتهام آخر به اعدام با طناب دار محکوم شد. دادگاه متفقین او را گناهکار شناخت ولی ریبنتروپ حتی در زندان به هیتلر وفادار باقی‌ماند: «با وجود هر آنچه می‌دانم، اگر هیتلر قرار باشد به این سلول بیاید و بگوید این کار را بکن! من هنوز انجامش خواهم داد.»

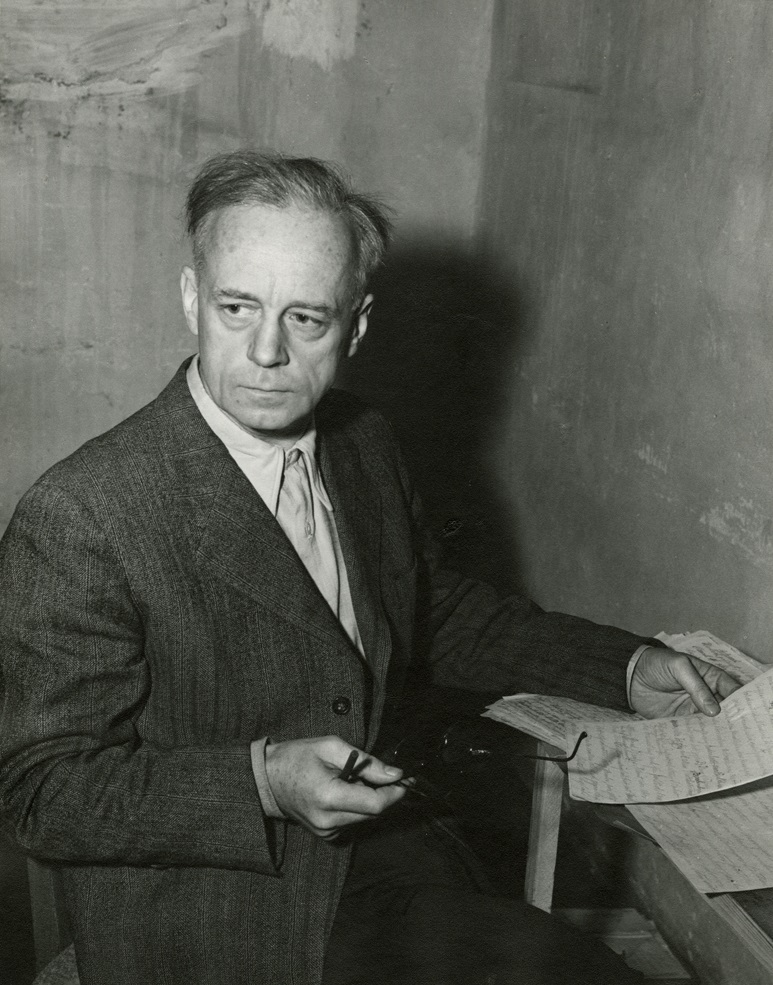
در سلولش ۱۹۴۵

یواخیم فن ریبنتروپ روز ۱ اکتبر سال ۱۹۴۶ در همه موارد اتهام محکوم شناخته شده و به مرگ با طناب دار محکوم شد و روز ۱۶ اکتبر به دار آویخته شد.